# 신용개
신용개(申用漑, 1463년 10월 5일 ~ 1519년 10월 3일)는 조선시대 전기, 중기의 문신, 정치인, 성리학자이다. 본관은 고령(高靈)으로 초명은 백악(白岳), 자는 개지(漑之), 백악(白岳), 재유(纔踰)이고, 호는 이요정(二樂亭), 송계(松溪), 휴휴자(休休子), 수옹(睡翁)이다. 시호는 문경(文景)이다.
할아버지 신숙주와 사림파의 종주 점필재 김종직(金宗直)의 문하에서 수학하였고, 1483년(성종 14) 사마시에 합격하고 1488년 별시문과에 병과로 급제후 승문원에 등용되어 관직에 나갔다. 1498년(연산군 4) 무오사화 당시 김종직의 문인의 한 사람이라 하여 한때 투옥되었으나 곧 석방되어 직제학을 거쳐 도승지가 되었다. 그 뒤 갑자사화에 연루되어 전라도 영광에 유배되었으나 1506년(중종 1) 중종 반정 후 풀려나 홍문관, 예문관대제학을 지내고 중종의 책봉고명을 받아온 공로로 원종공신에 책록되었다.
그 뒤 의정부우참찬, 사헌부대사헌, 이조판서, 병조판서, 우찬성 등을 지내고 1516년 우의정, 1518년 좌의정에 이르렀다. 기품이 높고 총명하여 문명을 떨쳤을 뿐만 아니라, 문무를 겸비하여 활쏘기 등 무예에도 뛰어났으며 술을 좋아하였다. 성종과 중종때 강상을 바로 잡기 위해 '속삼강행실도'를 펴낼 때 그 책임을 맡기도 했다. 신숙주, 김종직, 정효항(鄭孝恒)의 문인이다.

## 생애
이요정 신용개는 1463년 10월 5일 북백 함경도관찰사 신면과 영광정씨의 아들로 태어났다. 대제학 신장(申檣) 증손으로, 할아버지는 영의정을 지낸 신숙주(申叔舟)이다. 어머니 영광정씨는 우군사용(右君司勇)을 지낸 정호(丁湖)의 딸이다.
그는 어려서부터 기억력이 좋았고 암기에 능했으며, 글재주에 뛰어났다. 소년기때 아버지 신면이 이시애의 난으로 전사하면서 아버지를 잃고 할아버지 신숙주의 슬하에서 성장하였다. 그가 태어날 때 할아버지 신숙주가 태몽을 꾸었는데, 신숙주가 자신의 집 북쪽에 있는 백악산에서 악강(嶽降)하는 상서로운 태몽을 꾸었다고 하여 아명을 백악(白岳)이라고 지었다. 어려서부터 기품이 높이 뛰어나고 보통 아이들과는 어느모로 보나 다른지라 신숙주는 친히 손자를 가르치고 이끌었데, 글을 읽고 나면 바로 외우는 것을 기특히 여겨, 이름을 바꿔 자를 재유(纔踰)라고 하였다. 뒤에 이름을 용개라 고쳤다.
일찍이 할아버지 보한재 신숙주의 문하에서 글과 성리학, 언어학 등의 학문을 배우다가 정효항(鄭孝恒)의 문하에도 출입하며 성리학 학문을 배웠다. 그 뒤 세조 때 발탁된 사림파의 종조 점필재 김종직의 문하에서도 성리학과 사장, 경학을 수학하였다. 본래의 배경은 할아버지 신숙주가 공훈을 세운 훈구파였으나, 신용개는 김종직의 문하에서도 수학함으로써 사림파로 전향하였다.
1483년(성종 14년) 생원시에 합격하고 그 해에 진사시에 합격하여 사마시에 모두 합격하고 생원, 진사가 되었다. 바로 성균관에서 유생으로 수학하였으며, 문장이 크게 발전하여 한때 동료들이 거벽(巨擘)으로 추대하여 감히 맞서는 자가 없었다. 그리고 학문 외에도 활쏘기와 말타기 또한 재주가 있어 유복(儒服)을 입는 자리에 있을지라도 그를 아는 사람들은 모두 장상(將相)의 재질이 있다며 탄복하였다 한다.
1488년(성종 19년) 별시문과에 병과로 급제하였다. 그 해 처음으로 권지(權知) 승문원에 등용되어 관직에 나갔으며 얼마 뒤 승문원부정자, 승문원정자(正字)가 되었다. 그 뒤 홍문관정자를 거쳐 수찬, 교리 등 삼사의 청요직을 두루 역임하고 4년간 경연관이 되어 경연(經筵)에 참여하였다. 1492년 사가독서(賜暇讀書)를 하였다. 그 뒤 이조 좌랑(吏曹佐郞), 사헌부 지평(司憲府持平), 이조정랑, 의정부 검상(議政府檢詳) 등을 역임했다.
1494년(연산군 즉위년) 사헌부지평(持平)이 되었으나, 언로를 탄압하던 왕에게 바른 말을 간언(諫言)하였다가 간언으로 문제가 되어 연산군에게 밉보여 평시서령(平市署令)으로 좌천되었다. 곧이어 이조정랑이 되었으며, 1497년에는 검상(檢詳)이 되었다.
1497년(연산군 3년) 가을 어머니가 사망하여 관직을 사퇴하고 시묘살이를 하였다. 그러나 왕의 특명으로 3년상을 마치지 않고도 여묘(廬墓)를 끝내고 홍문관 교리에 특별임명된 후 홍문관응교(應敎)가 되고 예문관응교도 겸임하게 되었다. 1498년 무오사화로 김종직의 조의제문이 문제가 되면서 김일손, 정여창, 남곤 등 김종직의 문인들이 파면, 투옥과 유배, 처형당할 때 신용개 역시 김종직의 문인이라 하여 한때 투옥되었으나 명문거족의 자제라 하여 곧 석방되어 풀려났다. 그 뒤 학문과 글씨 재주를 인정받아 사헌부 장령(司憲府掌令)과 사간원 사간(司諫院司諫)을 역임하였으며 홍문관 직제학(弘文館直提學)을 거쳐 승정원도승지로 발탁되었다.
그러나 강직한 성품과 소신으로 연산군의 비위를 거슬렀으며, 1502년 왕을 기피하는 인물로 지목되어 충청도수군절도사로 좌천되었다가 1503년 형조판서를 거쳐 행예조참판이 되어 명나라에 사신으로 선발, 연경에 다녀왔다. 1504년 귀국 직후, 갑자사화에 연루되어 전라남도 영광군(靈光郡)에 유배되었다.
그 뒤 성희안, 박원종 등의 거사를 지지하였다. 1506년(중종 1년) 중종 반정 후 풀려나 상경, 형조참판으로 서용되었으며, 이어 홍문관대제학과 예문관 대제학을 역임하였다. 명나라에서 중종의 즉위 명분을 의심하자 문서로 명나라의 사신들을 설득하였고, 이듬해 직접 성희안(成希顔)과 함께 명나라 연경에 가서 연산군의 질병으로 중종이 왕위를 계승했음을 고하고, 중종의 조선국왕 책봉 고명(誥命)을 받아왔다. 중종의 즉위 승인을 성사시키고 책봉 고명을 받아온 공으로 귀국 직후 원종공신(原從功臣)이 되었다. 그 뒤 대제학, 의정부우참찬과 사헌부대사헌을 거쳐서 이조판서, 병조판서, 예조판서를 역임한 뒤 의정부우찬성이 되었다.
술을 아끼고 사랑하여 주선의 경지에 올랐던 신용개가 병조판서 시절, 온천 나들이를 했다가 천안의 관비 사덕과 운우지정을 나누었다.
| “ | 대감께서는 묘기가 옛날 양유기의 백보 밖에서 버들잎을 맞히는 활솜씨를 능가하고, 그 웅대함은 오동나무 수레바퀴를 방불케 합니다. 그 잘생긴 것은 뭇닭 중의 한마리 학 같고, 그 굳센 것은 사람 가운데 용 같습니다. 일찍부터 태평한 마을에서 마음껏 달리고 어지러이 온유향을 드나드니 그 뛰어난 풍정을 어지 이루 형용하리까. 아리따운 기생이 모두 따라옵니다. 동방에서 춘정이 무르익고, 원앙금침에 사랑하는 몸을 떼기 어렵습니다. | ” |

그 뒤 사덕은 그날 밤을 잊지 못하고 신용개에게 편지를 보냈다.
1516년 우의정에 오르고, 영경연사와 감춘추관사를 겸임하였다. 1518년(중종 13년) 봄 좌의정에 이르렀다. 기품이 높고 총명하여 문명을 떨쳤을 뿐만 아니라, 활쏘기 등 무예에도 뛰어나 문무를 겸비하였다. 신념을 굽히지 않았고, 인품 또한 대범, 호협하고 꿋꿋하여 범하지 못할 점이 있어 당시 선비들의 중심 인물이 되었다. 성종과 중종때 강상을 바로 잡기 위해 '속삼강행실도'를 펴낼 때 그 책임을 맡기도 했다.
정승의 반열에 올랐음에도 사치하지 않고 거만하지 않았으며, 늘 검소하고, 겸손하였다. 할아버지 신숙주와 마찬가지로 학문 연구에 열성적이었으며 스스로 숙직을 여러 번 자청하였다. 그는 밤새도록 숙직을 서면서 예문관과 홍문관에 수장되어 있던 고전과 고서를 열심히 탐독하였다. 일찍이 성종은 그의 높은 학덕과 학문적 열정을 사랑하여 어의(御衣, 임금의 옷)를 벗어 입혀준 일이 있었다고 한다.
저서로는 《이요정집》이 있고, 편서로 《속동문선 (續東文選)》, 《속삼강행실도 (續三綱行實圖)》가 있으며, 《국조보감》의 수정과 증보에 참여하였다. 1519년 병으로 여러 차례 사직을 청하였으나 중종이 받아들이지 않았다. 1519년 10월 3일 좌의정으로 재직 중 병으로 죽었다. 시호는 문경(文景)이다.

### 사후
묘비문은 이행이 찬하였다. 경기도 양주군에 임시 가매장되었다가 후에 양주군 은현면 상패리(현재 동두천시 상패동 산 65)로 옮겨졌고, 신도비도 은현면 상패리(현 동두천시 상패동 468-3)로 옮겨졌다. 신도비 역시 증손 신응구의 신도비와 함께 대한민국시대에 와서 동두천시로 옮겨졌다.
현재 신도비는 경기도 화성시 향남면 구문천리 산104-1 고령신씨북백공파묘역에 위치하고 있으며, 2020년 2월 20일 화성시 향토문화재(유형) 제22호 '신용개 신도비'로 지정되었다.

## 연보
- 1483년 사마양시에 모두 합격
- 1488년 별시문과에 병과로 급제
- 1488년 승문원에 등용
- 승문원 정자, 홍문관 정자, 수찬, 교리 등을 역임
- 1492년 성종의 특명으로 사가독서(賜暇讀書)를 하였음
- 1498년 무오사화 때에 김종직의 문인이라 하여 한때 투옥되었으나 곧 석방
- 1498년 직제학을 거쳐 문장력과 학덕을 인정받아 승정원도승지로 발탁되다.
- 1502년 직언을 가하다가 왕을 기피하는 인물로 지목되어 충청도 수군절도사로 좌천당하다.
- 1503년 형조판서
- 1503년 행예조참판으로 명나라에 사신으로 갔다.
- 1504년 귀국 후, 갑자사화에 연루되어 전라남도 영광군으로 유배
- 1506년 중종반정 후 석방
- 1506년 복직하여 형조참판이 되었으며 홍문관과 예문관의 대제학을 역임
- 1507년 성희안(成希顔)과 함께 명나라에 가서 중종의 책봉 고명(誥名)을 받아온 공으로 원종공신(原從功臣)이 되었다.
- 대제학, 이조, 예조판서 역임
- 우참찬과 대사헌을 거쳐서 이조판서, 병조판서, 예조판서 역임
- 의정부우찬성
- 1516년 우의정
- 1518년 좌의정

## 저서
- 《이요정집》

### 편서 및 공저
- 《속동문선 (續東文選)》
- 《속삼강행실도 (續三綱行實圖)》
- 《국조보감》

### 작품
- 증이조판서겸 지의금부사 이계양 묘갈명

## 사상과 신념

### 덕치주의론
신용개는 대학과 논어의 논의를 이론적인 기반으로 원용하여 덕이 근본이고 법은 말단이라는 정치론을 논술하고 있다.(德本法末) 그는 논어에서 '도덕제례'(道德齊禮)의 논리를 원용하여 백성을 다스림에 있어 형벌과 정령(刑政)은 부차적인 것이며 그것만으로는 백성을 덕으로 이끌고 예로서 통제하는 것이 불가능하다고 지적하였다.
| “ | 신이 생각건대, 나라를 다스리는 도리에는 근본이 되는 것과 말단이 되는 것이 있습니다. 덕은 근본이고 법은 말단입니다. 근본이 세워지면 말단도 반드시 정립됩니다. 근본에 힘쓰지 않고 한갖 법제라는 말단에만 힘쓰고서 잘 다스릴 수 있었던 예는 없었습니다. 고대의 명철한 왕은 반드시 먼저 자신의 덕을 밝히는 것을 근본으로 삼았습니다. 그로부터 나아가 집안을 다스렸고, 나아가 나라를 다스렸으며, 나아가 천하를 평안케 하였습니다. 천하가 화평해지면 백성들을 쇄신시키는 일은 다하는 것입니다. 백성이 쇄신되었다면, 법은 쓸모가 없습니다. 그러나 법이 없으면 백성들이 더러 덕으로 인도하고 예로 질서세우는 것을 따르지 않기도 합니다. 백성을 쇄신시키는 일에 있어서 형벌과 정령(政令)도 또한 필요한 수단인 것입니다. 그러므로 이상적으로는 법이 없을 수 있다고 해도, 현실적으로는 또한 법이 없을 수는 없는 것입니다. | ” |

그는 법으로 다스리기 이전에 덕으로 다스리는 것이 우선이며 무조건 법으로만 해결하려 해서는 문제가 해결되지 않는다 하였다. 그럼에도 인간에게는 사리사욕이 존재한다고 보았으므로 법의 존재는 반드시 필요하다고 보았다.

### 임금의 수신론
그는 임금이 모든 것에서 모범을 보임으로써 벼슬아치들과 백성들에게 모범을 보일 수 있다고 보았다.
신용개는 대학을 인용하여 '수신·제가·치국·평천하'의 논리에 기초하여 자신의 덕을 닦는 것을 국가 통치에서 군주가 가장 먼저 그리고 근본적으로 힘써야 할 항목으로 제시하였다.
"무릇 천하 국가를 다스리는 데는 아홉 가지 근본 강령이 있으니, 자신을 수양하는 것, 현인을 높이는 것, 친족을 친애하는 것, 대신을 공경하는 것, 여러 신하들을 자기 몸과 하나로 생각하는 것, 서민들을 자식처럼 사랑하는 것, 모든 기술자들이 모여들게 하는 것, 변방의 사람들을 회유하는 것, 제후들을 포용하는 것 등이다.(凡爲天下國家, 有九經曰, 修身也, 尊賢也, 親親也, 敬大臣也, 體群臣也, 子庶民也, 來百工也, 柔遠人也, 懷諸候也.)"
중용에서 '구경(九經)'의 논리를 원용하여 그는 국가 경영에서 군주의 수신을 가장 선차적이고 기본적인 일이라고 주장한다. 아울러 덕과 법의 관계에 대한 인식에서 덕을 근본적인 것으로 앞세우면서도 적절한 인재의 등용을 중요하게 보았다. 그리고 맹자를 인용해서는 '군주의 선한 마음이나 법만 가지고는 국가 운영이 제대로 이뤄질 수 없으며 오직 군주가 위에서 덕으로 이끌고 아래로는 시의에 적절하게 법의 수정하고 동시에 현명하고 능력있는 인재로 하여금 군왕의 국가 통치를 보좌하는 방법'을 따라야 한다고 주장하였다.
이는 덕치와 인정을 근간으로 하는 유학의 정치 이념에 기초하면서도 법제의 중요성을 부차적인 것으로서나마 나름대로 인정하였다. 그는 '구경(九經)'을 정치에서 우선적으로 중시해야 할 아홉 가지 지침으로 해석하였고다.

### 인재 등용론
신용개는 사사로운 인맥과 연줄에 얽매이지 않고 올바른 인재를 채용하는 것이 나라를 부강하게 하는 길이라고 판단하였다. 그는 '현인이 자리에 있게 하고 유능한 이가 그 직임을 맡게 한다면, 법이 실행되어 백세가 지나도 폐단이 없을 것'이라 주장하였다.
신용개는 유교의 경전 중 중용(中庸)의 구경(九經)을 인용했는데 그 중 구경에서 '수신(修身)이 첫머리에 오고, 현인을 존중하는 것이 그 다음 두었다. 그는 '만약 위에서 덕을 잘 밝히고, 아래로 현인을 임용한다면, 백성들은 저절로 교화될 것이요 법은 저절로 지켜져 풍속이 대도(大道)의 수준으로 향상되는 것도 어렵지 않을 것입니다.'라고 하여 현명한 인재를 등용하되 임금이 매사에 솔선수범해야 됨을 역설하였다.
그는 올바른 인재를 채용하려면 임금부터 마음을 바로잡고 수신을 게을리하지 말아야 된다고 하였다. '그렇지 않으면 날마다 법을 하나씩 바꾸어 날마다 폐단 하나씩 제거한다고 해도 폐단은 법이 생기는 것에 비례하여 생겨날 것이니, 장차 구제할 수가 없을 것이다. 임금께서 이미 위에서 덕을 잘 밝히고 그것으로 백성을 쇄신하는 근본으로 세웠으며, 아래로 법을 바로잡아 수정하고 보완하는 시의(時宜)'를 정해야 한다고 하였다.

### 주도
그는 성품이 호탕하고 술을 좋아했다고 한다. 때로는 늙은 사내종이나 늙은 계집종을 불러 서로 큰 잔을 주고받되 취하여 쓰러지면 술을 그만두기도 하였다. 그는 평소 국화와 난을 좋아하여 여덟 개의 화분을 길렀는데, 어느날은 그가 집안 사람들에게 귀한 손님이 8명 온다 하였다.
'오늘은 좋은 손님 여덟 분이 오실 것이니 술과 안주를 마련해 놓고 기다리라.'
그러나 날이 가고 해가 저물어 가는데도 손님은 오지 않았다. 그러나 밤이 됐고, 달이 떠오르자 국화의 꽃빛에 달빛이 비춰서 희고 깨끗하였다. 그제서야 그는 술을 내오라 이르고, 여덟 개의 국화 분을 가리키며 말하였다. '이것이 내 좋은 손님들이다.' 하고는 화분마다 각각 술 두 잔씩을 따라 주고 자신도 마시고, 주거니 받거니 하다가 신용개도 또한 취하였다.

## 평가
문명을 떨쳤을 뿐만 아니라, 활쏘기 등 무예에도 뛰어나 문무를 겸비판 점이 높이 평가되었다. 또한 신념을 굽히지 않았고, 인품 또한 대범, 호협하고 꿋꿋하여 당대 선비들의 신망을 얻었다. 또한 열심히 학문 연구에 전념했고, 일부러 숙직을 자청하여 홍문관과 예문관의 서책을 독서에 정진하여 성종을 감격시켰다.
사돈이기도 한 이행은 그를 재주를 실전, 실무에 적용시키는 능력을 높이 평가하였다.

## 시
| “ | 주하양화도(舟下楊花渡) / 배타고 양화도에 내려서 수국추고목엽비(水國秋高木葉飛) / 강마을 가을 하늘 높고, 바람에 낙엽은 날리고 사한구로정모의(沙寒鷗鷺淨毛衣) / 차가운 모래벌에 갈매기 더욱 희구나 서풍락일취유정(西風落日吹遊艇) / 날은 어두워지고, 놀이 배에 바람 불어오니 취후강산만재귀(醉後江山滿載歸) / 취하여 강산이나 싣고 돌아갈꺼나. | ” |

## 가족 관계
- 고조부 : 신포시(申包翅)
  - 증조부 : 신장(申檣)
    - 종조부 : 신말주(申末舟)
    - 종조부 : 신송주(申松舟)
    - 조부 : 신숙주(申淑舟)
    - 조모 : 윤경연의 딸
      - 백부 : 신주(申澍)
      - 숙부 : 신찬(申澯)
      - 숙부 : 신정(申瀞)
      - 숙부 : 신준(申浚)
      - 숙부 : 신부(申溥)
      - 숙부 : 신형(申泂)
      - 숙부 : 신필(申泌)
      - 아버지 : 신면(申㴐)
      - 어머니 : 정호(丁湖)의 딸
        - 부인 : 박건(朴楗)의 딸
          - 장남 : 신한(申瀚)
            - 손자 : 신여주(申汝柱)
            - 손서 : 이순효(李純孝)

          - 장녀 : 박은(朴誾)
            - 외손자 : 박공량(朴公亮)

## 기타
그는 술을 좋아하기로 이름났다. 정승 시절 수작할 사람이 없으면 국화 화분과 잔을 주고받으며 취하도록 마셨다. 술을 아끼고 사랑하여 주선의 경지에 올랐다는 평을 듣기도 했다.

## 같이 보기
| - 훈구파 - 사림파 - 신숙주 - 신면 - 신장 - 정인지 - 김종직 - 김굉필 - 정효항 - 고령군부인 신씨 - 영광군 - 한확 - 한치형 - 한계미 - 김안로 - 신정 | - 무오사화 - 갑자사화 - 조의제문 - 한명회 - 숙원 신씨 - 폐비 윤씨 - 소혜왕후 - 정여창 - 김일손 - 남곤 - 정광필 - 이자겸 - 이행 - 이기 - 신윤복 - 신채호 | - 세조 반정 - 중종 반정 - 이시애의 난 - 한보 - 김안국 - 권람 - 신규식 - 영광 굴비 |

## 참고 문헌
- 국조방목
- 사마방목
- 연산군일기
- 중종실록
- 대동야승
- 국조보감
- 국조인물고